# Vasco da Gama (Zuid-Afrika)
Vasco da Gama Cape Town was een Zuid-Afrikaanse voetbalclub uit de wijk Parow in Kaapstad.
De club is in 1980 opgericht door de Portugese gemeenschap en vernoemd naar de Braziliaanse club CR Vasco da Gama. De club speelt in het Parow Park Stadion in Kaapstad.
In 2003 werd de club kampioen in de Vodacom Second Division en promoveerde naar de National First Division. In 2006 verloor de club de playoffs om promotie naar de Premier Soccer League. In 2010 promoveerde de club voor het eerst naar het hoogste niveau nadat Black Leopards in de playoffs verslagen werd. Na een vijftiende plaats degradeerde de club in 2011 direct weer. De club hield in augustus 2016 op te bestaan toen de eigenaar de licentie verkocht aan het nieuw opgerichte Stellenbosch FC.

## Bekende (oud)spelers en trainers
- Andre Arendse
- Shaun Bartlett
- Carlos das Neves (coach)
- Thabo Mngomeni
- David Nyathi